# Stâncile de la Belogradcik
Stâncile Belogradcik (în bulgară Белоградчишки скали, transliterat: Belogradciișki skali) sunt un grup de formațiuni stâncoase cu forme bizare, din gresie și conglomerate, situate pe versanții vestici ai Munților Balcani (Stara Planina), lângă orașul Belogradcik din nord-vestul Bulgariei. Culorile stâncilor variază de la roșu spre galben, unele dintre ele ajungând la o înălțime de 200 de metri. Multe stânci au forme fantastice și sunt asociate cu legende interesante. Adesea, ele sunt numite după oameni sau obiecte cu care se crede că seamănă. Stâncile Belogradcik au fost declarate monument al naturii de către guvernul bulgar și sunt o atracție turistică majoră în regiune. Ele reprezintă singura zonă de habitat pentru planta endemică bulgară critic periclitată, Hieracium belogradcense.

## Geografie
Stâncile Belogradcik se întind pe partea vestică a Munților Balcani și acoperă o suprafață de 50 km². Ele se extind de la satul Rabișa din vest până la satul Belotinți din est.
Grupul central de stânci este situat chiar la sud de orașul Belogradcik, învecinându-se cu acesta. Aici se găsesc mai multe formațiuni notabile: Adam și Eva, Ciupercile, Școlara, Ursul, Dervișul, Păstorul, Leul, Cămila, Madona, Călărețul, Călugării, zeița Bendida, Haiducul Velko și multe alte figuri de piatră.
Al doilea grup de stânci se află la vest de Belogradcik. Aceste stânci sunt din varietatea alpină și sunt înconjurate de prăpăstii abrupte. Cele mai renumite dintre aceste stânci sunt Zbegovete, Erqupriia și Borici.
Al treilea grup de stânci se află la 4 km est de Belogradcik și include stâncile din jurul Porții Latine și Peșterii Lipenik.
Al patrulea grup de stânci se află între satele Borovița și Falkoveț. Aceste stânci includ Piatra Pinului, Piatra Albinelor, Turnul și Fata Stanii.
Al cincilea grup de stânci se află între satele Ghiurghici și Belotinți.

## Geologie

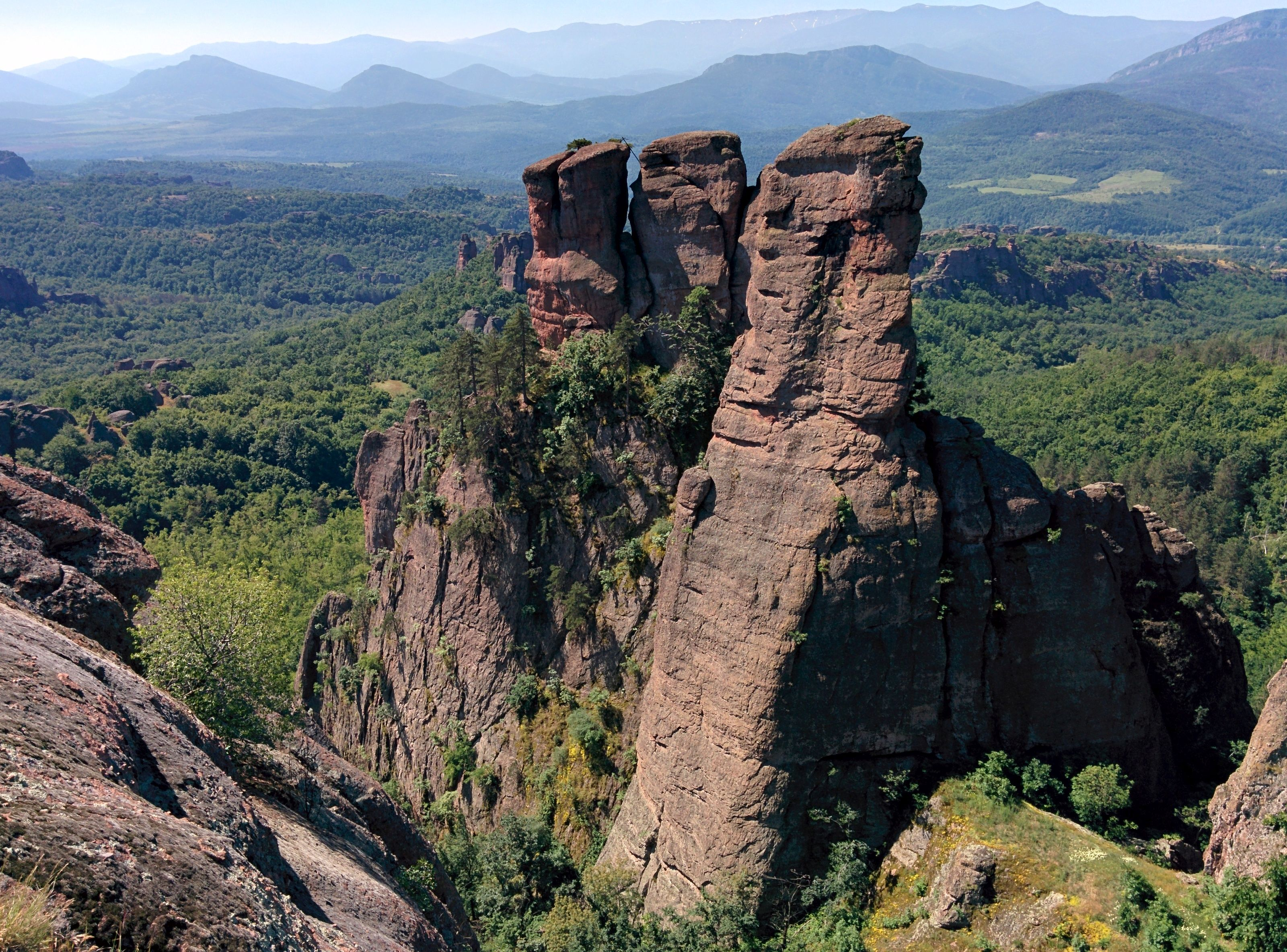

De-a lungul sutelor de milioane de ani, numeroase forme stâncoase și văi mici cu versanți abrupți verticali s-au format ca rezultat al proceselor naturale de eroziune, denudare, creștere a mușchilor și lichenilor și al altor factori naturali.
Formarea Stâncilor Belogradcik a început în perioada Permiană, acum aproximativ 230 de milioane de ani. Atunci, ciclul tectonic a creat Munții Balcani prin faliare și a ridicat regiunea Belogradcik.
Ulterior, în perioada triasică, regiunea a devenit fundul unei mări puțin adânci. În același timp, distrugerea rocilor paleozoice anterioare a format cantități enorme de pietriș, nisip și argilă, care au fost depuse de râuri în bazinul mării. Sedimentele s-au acumulat și treptat au devenit straturi mai groase de conglomerate și gresie, iar bucățile de conglomerate s-au rotunjit bine în timp sub forțele apei.
În perioada jurasică, pe parcursul a 20 de milioane de ani, materialele stratificate au fost lipite ferm împreună prin liant argilo-nisipos sau siliciu. Climatul cald și uscat a format o cantitate mare de oxid de fier sau hematit, care a dat rocilor culoarea lor roșie ruginită. Când scoarța terestră a început să se așeze, gresiile mai ușoare și mai mici s-au unit cu conglomeratele roșii.
La începutul erei cenozoice și la începutul ciclului tectonic alpin, în Munții Balcani se formau anticlinale mari sau cute, iar în această perioadă regiunea a devenit uscată. Acum aproximativ 45 de milioane de ani, a început ridicarea anticlinului Belogradcik, iar în timpul acestei falieri, calcarele și conglomeratele din nucleu s-au crăpat, creând fisuri verticale și orizontale în creasta anticlinului. În nucleul anticlinului Belogradcik se găsesc roci paleozoice, iar versanții sunt formați din conglomerate, gresie și calcare jurasice.
Penetrarea verticală și râurile de suprafață au favorizat eroziunea verticală a straturilor de rocă, iar fisurile, unde au avut loc mișcări tectonice, au fost transformate prin eroziune în văi mici și trecători cu versanți verticali sau abrupți, formând blocuri verticale separate, pe care astăzi le vedem ca figuri stâncoase.

## Turism
Stâncile Belogradcik reprezintă o destinație turistică majoră în nord-vestul Bulgariei, alături de orașul Belogradcik și Cetatea Belogradcik, care folosește stâncile ca parte a apărării sale naturale, și peștera Magura din apropiere, situată lângă satul Rabișa. O altă atracție turistică din zonă este cetatea medievală Baba Vida din orașul vecin Vidin, de pe malul Dunării.
Comitetul Bulgar pentru Mediul Natural a declarat stâncile monument al naturii în 1949, iar acestea au fost incluse în Registrul Național al Monumentelor Naturii din Bulgaria în 1987.
În 1984, atât Stâncile Belogradcik, cât și Peștera Magura au fost înscrise pe Lista Tentativă a locurilor care urmează să fie numite pe lista Patrimoniului Mondial UNESCO. Stâncile sunt luate în considerare ca Geoparc⁠(d) în cadrul Rețelei Europene a Geoparcurilor⁠(d) și Rețelei Globale a Geoparcurilor UNESCO.
În septembrie 2008, Belogradcik a fost desemnată ca una dintre cele douăzeci de finaliste de către Comisia Europeană drept „Destinație Europeană de Excelență”. În ianuarie 2009, Stâncile Belogradcik au fost nominalizate ca reprezentante ale Bulgariei în campania pentru Noile 7 Minuni ale Naturii.

Vedere panoramică